# August von Etzel (General, 1808)
Franz August von Etzel (ursprünglich O’Etzel). (* 16. Oktober 1808 in Berlin; † 25. Dezember 1888 ebenda) war ein preußischer General der Infanterie und Mitglied des Deutschen Reichstages.

## Leben

### Familie
August stammte aus einer ursprünglich irischen Adelsfamilie. Er war der Sohn des gleichnamigen späteren preußischen Generalmajors August O' Etzel (1784–1850) und dessen Ehefrau Elise Adelheid, geborene Hitzig (1789–1866). Nach der preußischen Anerkennung des Adels am 25. Juni 1846 nannte sich die Familie von Etzel.

### Militärkarriere
Etzel besuchte Schulen in Berlin und Koblenz und studierte in Berlin. Nach ausgedehnten Reisen trat er am 3. November 1824 als Schütze in das Garde-Schützen-Bataillon der Preußischen Armee ein. Hier stieg er bis 14. Oktober 1826 zum Sekondeleutnant auf und absolvierte von 1831 bis 1834 die Allgemeine Kriegsschule. Zwischen 1835 und 1837 war Etzel Lehrer bei der Korpsschule des Gardekorps. In den Jahren 1837 bis 1840 war er dem topographischen Büro zugeordnet. Er wurde 1842 Kapitän im Großen Generalstab und wechselte 1844 in den Generalstab des II. Armee-Korps. Als Major diente er ab 1848 erneut im Großen Generalstab. Während der Revolution von 1848/49 war er zudem Telegraphendirektor. Etzel war 1849 während des Feldzuges gegen Dänemark Chef des Generalstabes der mobilen Division „von Hirschfeld“ in Jütland. Er nahm an den Kämpfen Alminde, Viuf, Veile sowie Aarhus teil und wurde verwundet.
Im Jahr 1850 war er mit militärischen Verhandlungen in Kopenhagen betraut. Danach war er von 1850 bis 1851 Lehrer für Taktik an der Allgemeinen Kriegsschule. Im Jahr 1853 wurde er zum Oberstleutnant befördert und zum Abteilungschef im Großen Generalstab ernannt. Drei Jahre später folgte die Beförderung zum Oberst. Im Jahr 1857 wurde Etzel Kommandeur des 15. Infanterie-Regiments (Prinz Friedrich der Niederlande) in Minden ernannt. Unter Stellung à la suite beauftragte man ihn am 19. Mai 1859 mit der Führung der 32. Infanterie-Brigade. Ende des Monats wurde Etzel zum Generalmajor befördert und zum Kommandeur dieser Brigade ernannt. Im Jahr 1860 erhielt er das Kommando über die 29. Infanterie-Brigade in Köln und 1863 wieder über die 32. Infanterie-Brigade. Gleichzeitig war er Befehlshaber der preußischen Truppen in der Stadt Frankfurt am Main. Im gleichen Jahr wurde er am 19. Dezember mit der Führung der 16. Division beauftragt, am 4. Januar 1864 zum Kommandeur ernannt und in dieser Stellung am 25. Juni 1864 zum Generalleutnant befördert.
Während des Krieges gegen Österreich nahm Etzel 1866 an den Schlachten bei Münchengrätz und Königgrätz teil. Noch im selben Jahr wurde er Direktor der Kriegsakademie. Bei der Mobilmachung anlässlich des Krieges gegen Frankreich ernannte man ihn zum Kommandierenden General des Stellvertretenden Generalkommandos des IX. Armee-Korps. In dieser Stellung erhielt Etzel am 26. Juli 1870 den Charakter als General der Infanterie. Am 22. Juli 1871 wurde er zum Gouverneur von Stettin ernannt.
Seine langjährigen Leistungen fanden am 29. August 1871 durch die Verleihung des Kronenordens I. Klasse mit dem Emaileband des Roten Adlerordens mit Eichenlaub und Schwertern am Ringe seinen Ausdruck. Am 19. Oktober 1871 wurde Etzel schließlich mit der gesetzlichen Pension zur Disposition gestellt.

### Politik
Etzel war in der zweiten Legislaturperiode des Deutschen Reichstages von 1874 bis 1877 Mitglied des Parlaments als Abgeordneter des Wahlkreises Regierungsbezirk Minden 1 (Minden-Lübbecke). Er gehörte der Fraktion der Nationalliberalen Partei an.

### Familie
Er hatte sich am 5. November 1838 in Tilsit mit Fanny Nernst (1816–1884) verheiratet. Sie war die Tochter des Oberpostdirektors Hermann Nernst (1789–1848) und der Fanny Amalie Mariane Nernst (1793–1876), geb. Theremin, Stief- und Adoptivtochter des Arztes Johann Ludwig Formey, Tochter der Marianne Formey, verwitweten Theremin, geb. Krüber (1761–1819). Aus der Ehe gingen folgende Kinder hervor:
- Fransiska (* 1840)
- Walter (1847–1893), preußischer Oberstleutnant und Ritter des Johanniterordens ⚭ 1879 Helene Gräfin von Königsmarck (* 1856)

Wie sein Vater gehörte er dem Freimaurerbund an und war Mitglied der Berliner Freimaurerloge „Zur Eintracht“.